# Resolutie 769 Veiligheidsraad Verenigde Naties
Resolutie 769 van de Veiligheidsraad van de Verenigde Naties werd op 7 augustus 1992 unaniem aangenomen. De resolutie breidde het mandaat van de vredesmacht in Kroatië uit met grenscontroles in de beschermde gebieden.

## Achtergrond
In 1980 overleed de Joegoslavische leider Tito, die decennialang de bindende kracht was geweest tussen de zes deelstaten van het land. Na zijn dood kende het nationalisme een sterke opmars, en in 1991 verklaarden verschillende deelstaten zich onafhankelijk. Hierdoor ontstond een burgeroorlog met minderheden in de deelstaten die tegen onafhankelijkheid waren en het Volksleger. In 1992 werd de UNPROFOR-macht gestuurd, die onder meer de VN-veilige gebieden moesten beveiligen.

## Inhoud
De Veiligheidsraad:
- bevestigt resolutie 743 en volgende over UNPROFOR;
- bestudeerde het rapport van de secretaris-generaal, waarin die aanbeveelt om het mandaat uit te breiden en te versterken;
- neemt akte van de brief van Kroatië;

1. keurt het rapport goed;
2. geeft toestemming voor de uitbreiding en versterking van UNPROFOR's mandaat;
3. eist opnieuw dat alle betrokkenen samenwerken met UNPROFOR;
4. veroordeelt het misbruiken van de bevolking, vooral op basis van etniciteit.

## Verwante resoluties
- Resolutie 762 Veiligheidsraad Verenigde Naties
- Resolutie 764 Veiligheidsraad Verenigde Naties
- Resolutie 770 Veiligheidsraad Verenigde Naties
- Resolutie 771 Veiligheidsraad Verenigde Naties

Lijst ·  726 ·  727 ·  728 ·  729 ·  730 ·  731 ·  732 ·  733 ·  734 ·  735 ·  736 ·  737 ·  738 ·  739 ·  740 ·  741 ·  742 ·  743 ·  744 ·  745 ·  746 ·  747 ·  748 ·  749 ·  750 ·  751 ·  752 ·  753 ·  754 ·  755 ·  756 ·  757 ·  758 ·  759 ·  760 ·  761 ·  762 ·  763 ·  764 ·  765 ·  766 ·  767 ·  768 ·  769 ·  770 ·  771 ·  772 ·  773 ·  774 ·  775 ·  776 ·  777 ·  778 ·  779 ·  780 ·  781 ·  782 ·  783 ·  784 ·  785 ·  786 ·  787 ·  788 ·  789 ·  790 ·  791 ·  792 ·  793 ·  794 ·  795 ·  796 ·  797 ·  798 ·  799